# Бруевич, Николай Григорьевич
Николай Григорьевич Бруевич (31 октября [12 ноября] 1896, Москва — 5 мая 1987, Москва) — советский учёный в области машиноведения и вычислительной техники, академик Академии наук СССР, почётный член Монгольской Академии Наук, генерал-лейтенант инженерно-технической службы.

## Биография
Принимал участие в Гражданской войне в составе Красной армии. В 1921 году вступил в ВКП(б). В 1923 году окончил физико-математический факультет Московского государственного университета. В 1930 году — Московский авиационный институт. В 1931 году окончил адъюнктуру Военно-воздушной инженерной академии. В 1937 году Николаю Бруевичу была присвоена степень доктора технических наук. 28 января 1939 года он был избран членом-корреспондентом Академии наук СССР по специальности «механика».
С 1940 года по 1941 год был директором Московского механико-машиностроительного института.
В 1941 году был назначен первым заместителем председателя комитета по делам высшей школы. 8 мая 1942-го был избран академиком по специальности «механика, теория механизмов и машин». С 10 мая 1942 года по 17 марта 1949 года занимал должность академика-секретаря Академии наук СССР.
С 16 июля 1948 до начала 1950 года был директором Института точной механики и вычислительной техники. С 1959 года по 1961 год был членом Совета Обороны Союза ССР. В 1961 году вышел в отставку.

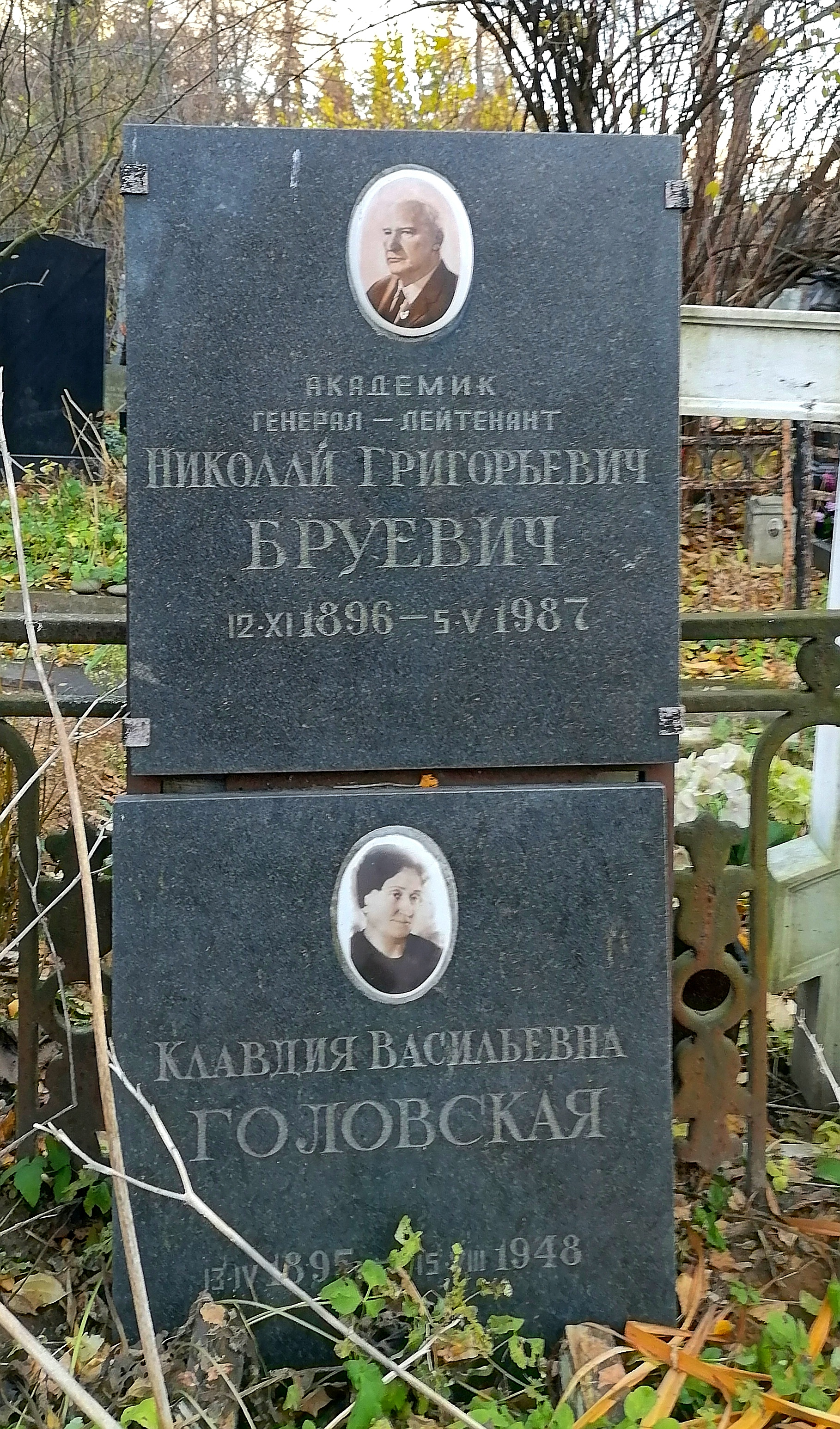
Могила на Новодевичьем кладбище

Умер 5 мая 1987 года. Похоронен на Новодевичьем кладбище в Москве (3 уч.).

## Научные достижения
Николай Григорьевич Бруевич является одним из создателей теории точности и надёжности машин и приборов. Руководил исследованиями автоматизации умственного труда в машиностроении.

## Награды
- Орден Октябрьской Революции (1975)
- Орден Трудового Красного Знамени (12 ноября 1966)
- орден «Знак Почёта» (1951)
- Орден Красного Знамени (1949)
- Орден Трудового Красного Знамени (11 ноября 1946)
- Орден Ленина (10 июня 1945)
- Орден Ленина (1945)
- Орден Красного Знамени (1945)
- Орден Ленина (5 ноября 1944) — за выдающиеся заслуги в деле подготовки специалистов для народного хозяйства и культурного строительства
- Орден Отечественной войны 2-й степени (1944)
- Медали